# Cancerul de cap și gât
Cancerul capului și gâtului este un termen general care cuprinde mai multe tipuri de cancer care se pot dezvolta în regiunea capului și gâtului. Acestea includ cancere ale gurii, limbii, gingiilor și buzelor (cancer oral), cutia vocală (laringian), gâtului (nazofaringian, Cancer orofaringianorofaringian, hipofaringian), glandelor salivare, nasului și sinusurilor. Cancerul de cap și gât poate prezenta o gamă largă de simptome, în funcție de locul în care s-a dezvoltat cancerul. Acestea pot include un ulcer în gură care nu se vindecă, modificări ale vocii, dificultăți la înghițire⁠(d), pete roșii sau albe în gură și un nodul la gât.